# Storia di Treviso

## Preistoria
Sin dal quaternario, il territorio era particolarmente ricco di risorse idriche e di boschi. Quindi era particolarmente adatto all'insediamento umano. È comunque incerto quando fece la sua comparsa la civiltà: i primi reperti, individuati presso Piave e Sile, risalgono all'età della pietra.
Particolarmente rilevante fu un rinvenimento a Sant'Antonino, nel 1887: si trattava di ossa umane miste a resti di alci e cervi, corredate di vari utensili e accessori come anelli, falcetti, raschiatoi, ami, asce e martelli, pugnali in selce e in rame, terrecotte e spade, risalenti alla tarda età del bronzo. Resti simili vennero ritrovati in zone contigue, come a Fiera e a Silea, forse disperse dalle acque fluviali.
Successivamente, la zona fu abitata dai Paleoveneti, Liguri Ingauni, dagli Illiri, dai Celti e, più tardi, dai Romani.

## Antichità e primo Medioevo

### Epoca romana
Non è chiaro quando la Tarvisium romana divenne municipium assegnandone gli abitanti alla tribù Claudia. Per quanto riguarda l'origine del nome, i linguisti Holder e Krahe pensano che derivi dal celtico Tarvos; altri invece propendono per il carinzio Tarvis.
Il più antico documento che menziona il nome della città è un'epigrafe del I secolo d.C. scoperta a Tenin in Dalmazia nel 1888.
Si è ipotizzato che il quadruvium di Treviso si trovasse in corrispondenza di piazza Carducci, dove oggi si incrociano l'asse via Calmaggiore-via Indipendenza-via Santa Margherita (il cardo massimo) e via Martiri della Libertà (il decumano massimo). La città antica sorgeva dunque sull'isola formata da Cagnan, Roggia e Sile e le sue mura si sviluppavano lungo l'attuale cattedrale e via Cornarotta (forse da cornua rupta, in riferimento al fatto che rompeva la regolarità dei decumani) conferendole un perimetro quadrangolare. Le arterie principali erano l'attuale Callalta, che giungeva da Oderzo e altre tre strade che la collegavano rispettivamente alla via Postumia, alla via Aurelia e ad Altino, raggiungibile anche via fiume.
Come tutti i possedimenti romani, anche il territorio circostante fu centuriato. Pare che il cardine fosse l'attuale strada "Feltrina" e il decumano la linea Ospedaletto d'Istrana-Povegliano (sicché l'umbilicus agri si trovava in corrispondenza dell'attuale Postioma, dove, peraltro, passava anche la Postumia). L'agro trevigiano era compreso tra il Sile, il Musone, il Montello e il Piave, confinando con i territori di Altino, Padova, Asolo e Oderzo; secondo gli studiosi Pilla e Dorigo, quindi, la regione era ricompresa in un quadrilatero avente come vertici le attuali Montebelluna, Nervesa della Battaglia, Fagarè della Battaglia e Istrana. Tracce di questa organizzazione si ravvisano tutt'oggi nella disposizione di strade e fossati (orientati in direzione nordovest-sudest e nordest-sudovest) e nella toponomastica, che ricorda i nomi dei possessori (Ponzano da Pontius, Povegliano da Popilius, Spresiano da Precilius).

### Cristianesimo
La tradizione asserisce che il Cristianesimo sarebbe giunto a Treviso grazie alle evangelizzazioni di San Prosdocimo di Padova già attorno alla metà del I secolo. Certo è che Treviso fu sede vescovile almeno dal IV secolo (la giurisdizione ecclesiastica coincideva con quella politica) e a ciò si aggiunge lo speciale rapporto che ha con alcuni santi dell'epoca, come il patrono, San Liberale, e San Teonisto con i compagni San Tabra e San Tabrata, tutti sepolti nel duomo.

### Le invasioni barbariche
Nel Quinto secolo si fecero sempre più frequenti le scorrerie dei "barbari". Si narra che Treviso fosse stata risparmiata dalla distruzione degli Unni di Attila perché il vescovo di Treviso convinse i cittadini ad arrendersi spontaneamente. Nella tarda antichità Treviso assunse un ruolo più importante rispetto alla prima età imperiale, tanto che durante il regno di Teodorico divenne "fondaco pubblico".
Nel disegno di riconquista della pars occidentis fortemente voluta da Giustiniano, nel 535 viene inviata un'armata comandata da Belisario per riconquistare l'Italia, in mano agli Ostrogoti da quasi mezzo secolo, scatenando la guerra greco-gotica. Nel 539 le truppe di Belisario conquistarono Treviso. L'anno seguente, approfittando dell'apertura del fronte orientale, gli Ostrogoti ne approfittarono e in una battaglia proprio vicino a Treviso, sconfissero i bizantini. Il re goto Ildibando pose Totila al comando del presidio trevigiano. Totila, in seguito diventò lui stesso re, iniziò la riconquista della penisola. Una sbagliata interpretazione di Flavio Biondo, di un passo di Procopio di Cesarea, fece di Treviso la città natale di Totila.
Nel 568 dalle Alpi Giulie iniziò la calata dei "feroci" Longobardi, guidati dal loro re Alboino. Paolo Diacono nell'Historia Langobardorum menzionò che il vescovo di Treviso andò incontro ai Longobardi ed, avendoli incontrati presso il Piave, più o meno dove ora si trova la frazione di Lovadina, convinse Alboino, in cambio di una resa incondizionata, di risparmiare la città. Qualche anno dopo, Treviso divenne sede di un Ducato. Nel 602, quando i Longobardi presero Padova e conseguentemente il vescovo locale fuggì verso le lagune, l'autorità del vescovo trevigiano si estese per gran parte del territorio patavino. In seguito la città divenne sede di un Gastaldo, ossia di un amministratore, e di una Zecca, che coniava i tremissi. Sotto i Longobardi furono erette alcune delle chiese esistenti ancora oggi e i primi monasteri.

## Medioevo ed Età Moderna

### La conquista carolingia
Nel 775, dalle cronache di Eginardo, di Andrea da Bergamo ed altri, sembra che nelle vicinanze di Treviso ebbe luogo uno scontro armato tra i longobardi guidati dal duca del Friuli Rotgaudo e l'esercito dei franchi. Iniziava per Treviso la dominazione dei franchi. Una leggenda vuole che alla battaglia di Treviso abbia partecipato il paladino Orlando. Nel 776 Carlo Magno sostò a Treviso per celebrare la Pasqua.
Dopo la conquista, si formò un comitato, menzionato per la prima volta nell'815. Dalla Zecca di Treviso, venivano emessi denari d'argento. Divenuta franca, Treviso venne compresa nel territorio della Marca del Friuli. Nell'828, dopo incursioni di slavi e magiari, la Marca venne ristretta ai territori di Treviso, Ceneda e Cividale. I primi capi di questa Marca ebbero sede in Treviso, da qui l'origine di Marca Trevigiana. Con il re Berengario la sede venne trasferita a Verona, così, in quell'occasione, Treviso perse la Zecca.
Nell'899 il territorio trevigiano subì la pesante scorreria degli Ungari.

### Feudalesimo
Nel Decimo secolo, i Collalto ebbero il titolo di "Conti di Treviso", i quali amministravano la giustizia nel territorio del Comtato, esclusi i luoghi di altra giurisdizione, subordinata a quella del Marchese (di Verona) e all'Imperatore. Col tempo però l'autorità dei Conti diminuì, e di riflesso anche quella dei Re e degli Imperatori germanici, a vantaggio dei feudatari laici ed ecclesiastici. I Da Romano estesero i loro domini fra il Brenta, il Musone e Valdobbiadene; ottennero anche diritto di giurisdizione su abbazie e conventi. Tra i laici, si ricorda i Da Romano e i Camposampiero; fra gli ecclesiastici il Vescovato e il Capitolo dei Canonici. Dai Re ed Imperatore germanici e dai Papi, il Vescovato, nel tempo, ottenne privilegi e donazioni su chiese, monasteri, ospedali, terreni e via dicendo. Per amministrare tutti i possedimenti, man mano accumulati, venne così istituito l'Avogadro, la cui carica, inizialmente temporanea, divenne, in seguito, ereditaria e vitalizia. Dapprima venne tenuta dalla famiglia dei Tempesta e quando questa si estinse, dagli Azzoni. Un altro ente che godette di immunità, donazioni e privilegi fu il Capitolo dei Canonici, che ebbe anch'esso il suo Avogadore. Quindi, il Conte finisce per amministrare solo su suoi beni allodiali ed il territorio del Comitato viene spezzettato in una pluralità di giurisdizioni.
Nel 1153 papa Eugenio III rilasciò al vescovo di Treviso una bolla in cui venivano indicate tutte le dipendenze del presule trevigiano. La diocesi era divisa in quattro arcipreture (Cornuda, Mestre, Quinto e Godego) ciascuna delle quali era divisa a sua volta in pievi (ecclesiastiche).

### Periodo comunale
A cavallo tra i secoli Decimo e Undicesimo i piccoli feudatari di origine germanica, detentori della maggior parte delle terre, cominciarono a stabilirsi in città e si aggiunsero ai cittadini di origine romana, proprietari solo di scarsi terreni allodiali. Questi vassalli vennero chiamati in città in qualità di «boni homines» per intervenire negli affari della città, senza però alterare, almeno all'inizio, la giurisdizione del Marchese e dell'Imperatore.
Tra l'Undicesimo e il Dodicesimo secolo, durante la lotta per le investiture tra Papato ed Impero, i piccoli vassalli, forti di nuove concessioni, aumentarono il loro potere a Treviso, mentre quello del Conte diminuì. Proprio in quel periodo si ha notizia che Treviso, nella lotta fra città, venne riconosciuta come entità giuridica; si ha anche notizia della presenza di artes e scholae; inoltre stava diventando un importante centro mercantile. Nel dodicesimo secolo, dapprima con la concessione Imperiale dei «Vicini» di Valdobbiadene, ma poi anche con il riconoscimento vescovile di Montebelluna, Trebaseleghe ed altre località, ad avere amministratori propri, alcuni comuni rurali potevano comporre le pendenze giuridiche.
Nella Lega contro Federico Barbarossa, Treviso inizialmente appoggiò l'Impero, ma dopo il 1164 cambiò fronte. Nel 1183, con la Pace di Costanza, la città ottenne diversi favori e le regalie. Così sottomise Ceneda, Feltre e Belluno, nonché i Da Camino e i Da Prata. Nei primi anni del Duecento il Comune si trova in lotta, alleata a Padova contro Venezia nella guerra del Castello d'Amore e contro il Patriarca di Aquileia. La guerra del Castello d'Amore, scoppiata a Treviso nel 1214 tra i cavalieri padovani e trevigiani contro i veneziani, sfociò nel saccheggio dell'entroterra veneziano e nel tentato assalto armato alla Torre delle Bebbe.

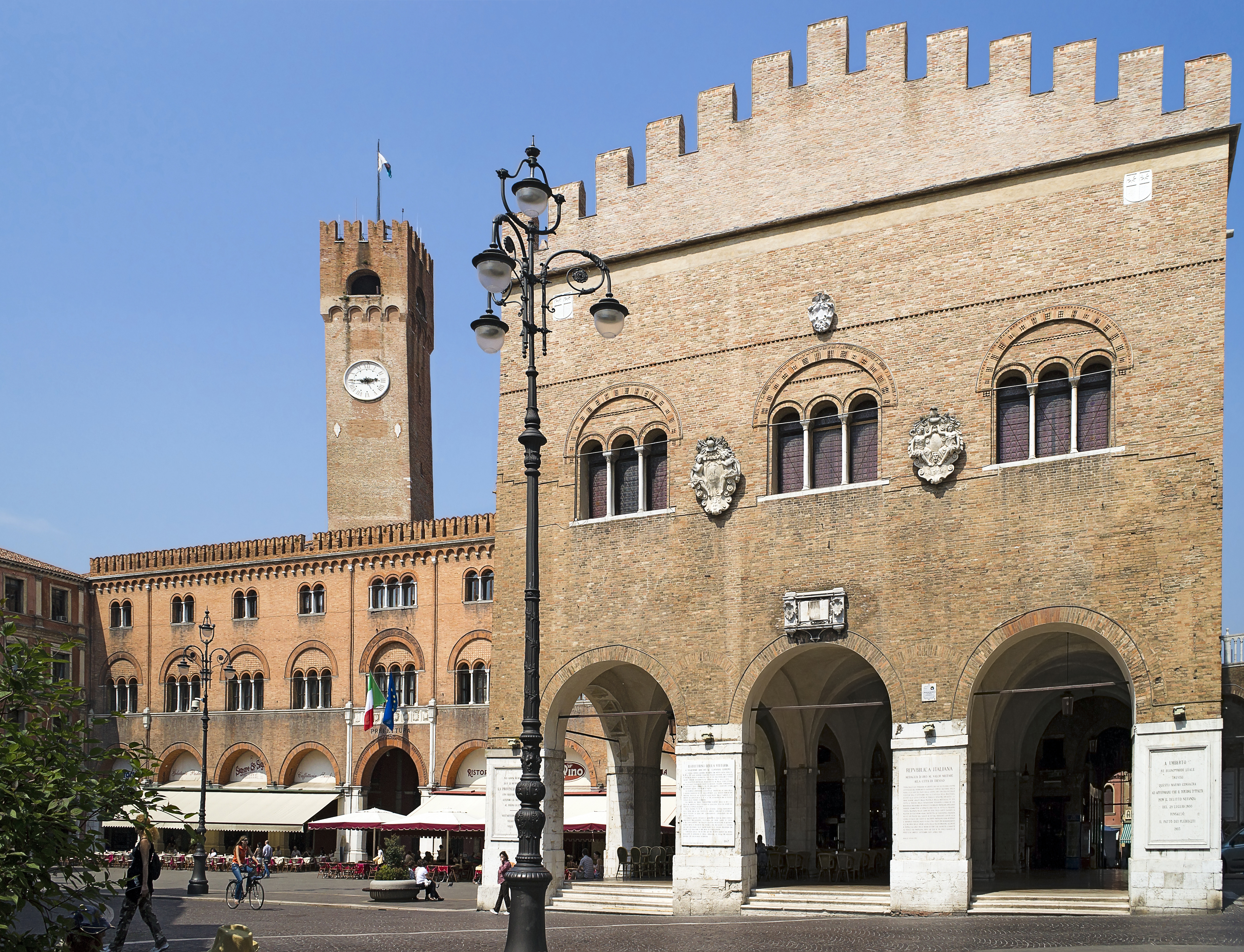
Palazzo dei Trecento e palazzo del Podestà, sedi del libero Comune di Treviso del XIII secolo.

Già prima del Duecento iniziò a prendere forma l'organizzazione istituzionale. Dal 1150 al 1216 c'erano i Consoli; dal 1176, a fianco dei consoli, c'era un Podestà, spesso di origine "foresta". Il comune era suddiviso in quartieri (Oltrecagnan, Riva, Mezzò e Dom); i quartieri si suddividevano in pievi (civili), le quali a loro volta si suddividevano in regole. Con il motto impresso nel sigillo cittadino: Monti, Musoni, Ponto Dominorque, Naoni, venivano indicati i confini del comune trevigiano. Della metà del Dodicesimo secolo si ha la notizia dello Statuto comunale, del quale si ebbero in seguito ulteriori e continue modifiche fino alla fine del Trecento.
Con l'aumentare del peso politico ed economico del Comune, vennero costruite importanti opere pubbliche, tra cui la Nova Domus Communis (Palazzo dei Trecento), la Loggia dei Cavalieri ed infine le mura cittadine, che erano ubicate fuori dal castrum romano. Negli anni venti-trenta si stabilirono a Treviso gli ordini mendicanti dei Domenicani e dei Francescani.

### La signoria degli Ezzelini e dei da Camino

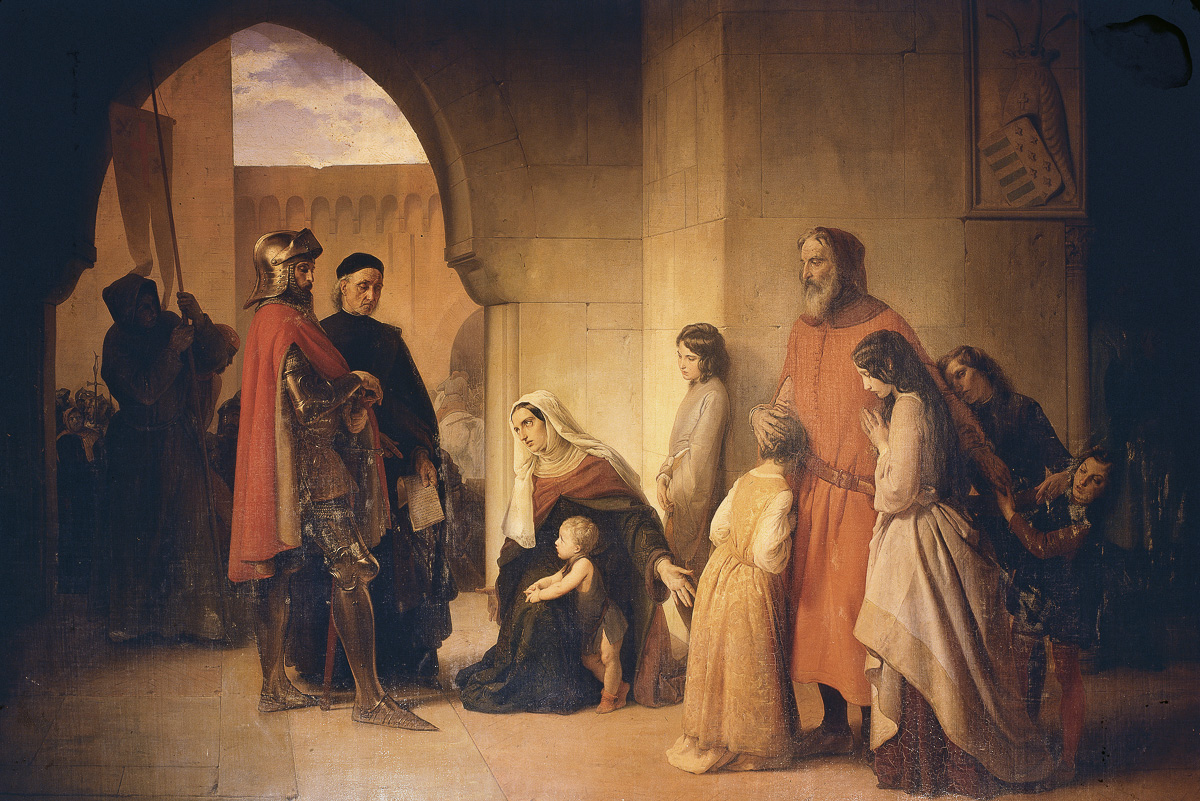
Francesco Hayez - Alberico da Romano, fratello di Ezzelino, si dà prigioniero con la sua famiglia al Marchese d’Este capo dell’armata crociata per distruggere gli Ezzelini tutti.

I Da Romano, discesi in Italia a metà del secolo XI, riuscirono a diventare una delle famiglie più potenti in Veneto già nel Duecento, poiché, a seguito delle vicende della Lega Lombarda, avevano acquisito nuovi feudi e nuovi privilegi. Nei primi anni del secolo, Ezzelino II divenne il vero padrone dei comuni della Marca: dopo essere stato eletto Podestà a Verona, iniziò nella città scaligera una larvata signoria; prima di morire ricoprì la carica podestarile anche di Vicenza. Nel 1223 divise i suoi beni tra i figli Ezzelino III e Alberico: ad Ezzelino andarono i feudi nel trevigiano, ad Alberico quelli nel vicentino.
Nel 1232 Ezzelino III, nella lotta fra guelfi e ghibellini si schierò con l'imperatore Federico II di Svevia. Nel 1235 i trevigiani scacciarono i Da Romano dalla città. Tuttavia in seguito la guelfa Treviso appoggiò Alberico, il quale si era improvvisamente staccato dal partito imperiale per contrasti con l'imperatore e con Ezzelino. Nel 1237 entrò a Treviso il legato imperiale, ma nel 1239 la situazione si capovolse e Alberico, con Guecellone e Biaquino Da Camino, sconfisse i ghibellini della città, diventando podestà, e di fatto signore, di Treviso. Intanto aumentavano le violenze di Ezzelino III, che coinvolsero anche il territorio trevigiano. Alberico mantenne saldamente il controllo della città di Treviso per vent'anni, mentre Ezzelino riportò sotto il controllo dell'impero la quasi totalità del territorio trevigiano.
Dopo la morte dell'Imperatore Federico II (1250), si incrinò l'alleanza di Alberico con gli antiezzeliniani, il quale nel 1257 arrivò a stringere un patto di alleanza con il fratello Ezzelino, venendo scomunicato dal Papa. Nel 1257 si formava una lega per togliere di mezzo i Da Romano. Morto Ezzelino, nel 1259 Alberico abbandonò Treviso per fare rotta nel suo castello di San Zenone, ma nel 1260 fu preso, e dopo che egli e suoi congiunti vennero atrocemente giustiziati, il suo corpo venne portato a Treviso e bruciato in Piazza Maggiore. Le case e i castelli degli Ezzelini vennero distrutti.
Nel 1268 ripresero di nuovo le ostilità tra le fazioni: Gherardo de' Castelli uccise Brancaleone de' Ricchi. Il 15 novembre 1283 scoppiò un tumulto: Gherardo da Camino della fazione antimperiale, entrato a Treviso, bandì i Castelli; il Consiglio Maggiore lo nomina "Capitano Generale". Dopo avere saldo in mano il potere a Treviso, il «buon» Gherardo combatté il Patriarcato di Aquileia (1292-1296), stipulò alleanze matrimoniali con i Signori di Lozzo e i Conti di Gorizia. In questo periodo diventavano sempre più forti i legami economici tra Treviso e Venezia. In quegli anni si costruivano le Chiese di San Nicolò e San Francesco. Nel 1301 Gherardo, che morì nel 1306 e fu sepolto a San Francesco, cedette poco a poco i poteri di Capitano Generale al figlio primogenito Rizzardo, mentre al secondogenito Guecellone VII andarono le proprietà feudali e allodiali nel cenedese. Quando Enrico VII scese in Italia, Rizzardo ne approfittò per schierarsi a favore del sovrano, cosicché venne ricompensato con il titolo di vicario imperiale. Rizzardo modificò gli statuti e concentrò i poteri su sé stesso. Nel 1312 venne organizzata dalle famiglie più eminenti di Treviso, tra cui i Collalto e gli Azzoni, una congiura per eliminare Rizzardo, il quale, colpito con una roncola da un villano, morì dopo sette giorni di agonia. Il potere passò per breve tempo al fratello Guecellone VII, il quale fu spodestato pochi mesi dopo, in quanto sospettato di voler consegnare Treviso a Cangrande della Scala. Il palazzo dei da Camino venne saccheggiato e distrutto, e al suo posto verrà edificata, nel 1346, la chiesa di Santa Caterina.

### Trecento
Dopo la cacciata dei caminesi, Treviso sembrava avviarsi a nuova vita tanto che si dotò di un nuovo statuto di carattere comunale. Nel 1318 vennero respinti due attacchi di Cangrande della Scala e dei suoi alleati, il conte di Gorizia Enrico II e Guecellone VII. Temendo il pericolo di nuovi assalti da parte scaligera, Treviso chiamò in aiuto il duca d'Austria e pretendente al trono imperiale Federico I, il quale accettò, tuttavia nominando proprio Enrico II vicario imperiale di Treviso e Conegliano. Nel 1319 Treviso, insieme a Padova, venne occupata dalle truppe della Contea di Gorizia guidate da Enrico II. Treviso era infatti un punto strategico per i Goriziani dal momento che era vicina a Verona (furono inevitabili gli scontri tra Enrico II e Cangrande della Scala) e chiudeva anche un cerchio intorno al Friuli affermando così il predominio Goriziano sulla regione.
L'entrata dei Goriziani viene descritta come solenne e trionfale, il conte era acclamato da tutti e ben presto si guadagnò la stima dei grandi della città, infatti pochi giorni dopo il consiglio cittadino a pieni voti gli affidò pieni poteri sopra la città. Enrico II impose all'ex alleato Cangrande la cessazione delle ostilità in nome di Federico I.
Poco tempo dopo la città sprofondò però in un'altra grave lotta tra le fazioni. Da gennaio del 1327 e fino a luglio del 1329 Treviso si trovò sotto la signoria di Guecello Tempesta, avogaro del vescovo. Nel luglio 1329 Cangrande della Scala conquistò Treviso lasciando Guecello come capitano; dopo pochi giorni proprio a Treviso Cangrande troverà la morte, per una malattia. Il dominio scaligero su Treviso durò fino al 1339. Nel 1339 Venezia alleata con Firenze nella Lega antiscaligera, dichiarò guerra agli scaligeri e riuscì a conquistare la città sul Sile; iniziava così per Treviso la prima dominazione veneziana. Nel 1344 il Consiglio trevigiano cedette a Venezia le città, i castelli, i beni, le ragioni e le giurisdizioni.
Nel 1356 il re Luigi I d'Ungheria, durante la guerra contro i veneziani, assediò pesantemente Treviso. Negli anni della guerra di Chioggia il territorio trevigiano venne attraversato dagli eserciti dei Da Carrara, del Duca d'Austria e del Re d'Ungheria. Venezia, trovandosi in grave pericolo, dovette venire a patti con Leopoldo III d'Asburgo, così nel 1381 cedette Treviso in cambio di aiuto militare.
La signoria del Duca d'Austria durò solo tre anni, perché già nel 1384 i Carraresi di Padova assediarono e conquistarono Treviso. Il dominio di Francesco il vecchio da Carrara su Treviso durò solo quattro anni; i cronisti del tempo ne descrissero la tirannia dei nuovi governanti. Nel 1388 prese piede un tumulto, per scacciare dalla città la signoria dei Carraresi, con la regia di Venezia, alleata dei Visconti, in funzione anticarrarese. Così venne ripreso il pieno dominio veneziano su Treviso già alla fine del 1388.

### Dominazione veneziana
La penetrazione economica dei veneziani fece da preludio all'effettiva dominazione politica, dato che tale fenomeno iniziò già a partire dall'alto Medioevo. Nell'840 venne stipulato il pactum Lotarii: l'intesa prevedeva che i veneziani avrebbero potuto recarsi ovunque nel territorio del regno Italico, perciò i fiumi del territorio trevigiano potevano essere aperti a loro senza impedimenti. Nell'841 ancora Lotario I emise un praeceptum nel quale garantiva il pieno godimento ai veneziani dei loro beni nel Sacro Romano Impero. I successori di Lotario I confermarono i privilegi. Con la dinastia sassone, salvo in qualche momento di tensione, i privilegi aumentarono. Ci sono documenti del secolo XI che testimoniano gli interessi fondiari di veneziani, sia di privati sia di enti ecclesiastici. Nel 1198 ci fu il primo accordo tra Venezia e il comune di Treviso riguardo alle procedure da concordare in caso di azioni giudiziarie. Nel 1216, dopo la guerra del Castel d'Amore i privilegi dati a Venezia furono rinnovati ed ampliati. Dopo questo patto, le relazioni politiche ed economiche tra le due città furono sempre più strette. Nel corso del Duecento i patti successivi favorirono anche la posizione fiscale dei veneziani nel territorio trevigiano, rispetto agli altri foresti. Alla fine del secolo ci furono forti contrasti, anche violenti, tra le due comunità; nonostante ciò la posizione fondiaria dei veneziani si faceva mano a mano sempre più forte.
Il dominio della repubblica di San Marco su Treviso durò ininterrottamente per ben quattro secoli, salvo una parentesi all'inizio del Cinquecento. Venezia provvedette già dal 1339 ad una sistemazione amministrativa del territorio trevigiano: vennero create le podesterie, quelle di Asolo, di Mestre, di Castelfranco, di Oderzo, di Conegliano, di Serravalle, di Motta, di Portobuffolé e di Treviso. La podesteria di Treviso veniva suddivisa in otto quartieri: Mestrina di sopra e Mestrina di sotto a sud; Zosagna di sopra e Zosagna di sotto ad est; Campagna di sopra e Campagna di sotto a nord; Quartier di qua dal Piave e Quartier di là dal Piave ancora più a nord. Intanto avvenivano trasformazioni anche nell'organizzazione ecclesiastica: il sistema delle pievi venne abbandonato e al posto delle cappellanie sorsero le attuali parrocchie.
Agli inizi del Quattrocento, il territorio trevigiano fu percorso dagli eserciti di Sigismondo d'Ungheria e di Pippo Spano. Sempre in quel secolo, alcune zone del trevigiano vennero infeudati ai capitani di ventura al soldo di Venezia: nel 1436 la Valmareno venne infeudata a Brandolino da Bagnacavallo; nel 1451-52 Castelfranco fu infeudata a Michele Attendolo; nel 1452 San Polo fu data a Cristoforo da Tolentino; nel 1454 Cordignano passò al Conte Guido I Rangoni; infine i Collalto venivano riconfermati dei loro vetusti privilegi. Lo storico Marino Berengo, riguardo alla forte fedeltà di Treviso verso la capitale lagunare, scrisse: «Città veneziana prima che veneta». 

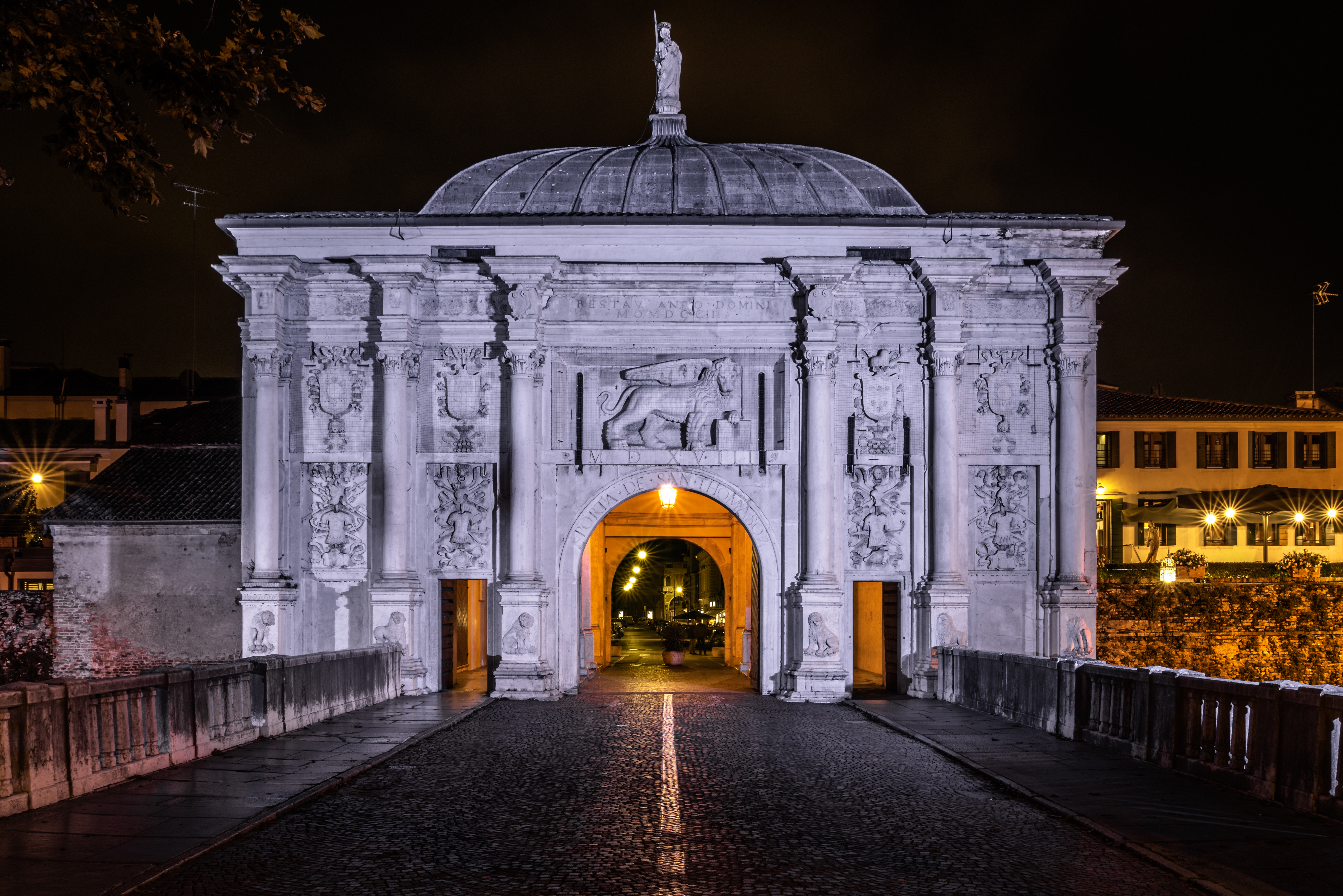
Porta San Tomaso, accesso monumentale al lato nord della città, costruita dopo la vittoria veneziana nella guerra della Lega di Cambrai, su progetto forse di Guglielmo Bergamasco.

Dopo la grave sconfitta nella battaglia di Agnadello del 14 maggio 1509, per Venezia si paventava la fine, ma in quell'occasione Treviso dimostrò tutta la sua fedeltà verso la Repubblica marciana, sebbene con gravi sforzi, dato che la città fu ridotta a fortezza, con forti disagi per la popolazione trevigiana. Vennero infatti immediatamente demolite le mura medievali e realizzata la moderna cinta muraria a terrapieno, per opera di Fra' Giocondo e Bartolomeo d'Alviano. Furono abbattuti tutti gli edifici e gli alberi per 500 passi (mezzo miglio) intorno alle nuove mura (il "guasto" o "spianada", opportunamente allagabile), con il divieto di ricostruzione che sarà fatto rispettare per tre secoli. L'assedio alla città da parte degli eserciti del Regno di Francia e del Sacro Romano Impero, che si tenne negli ultimi mesi del 1511, venne successivamente tolto per contrasti interni tra gli alleati franco-imperiali. Dopo la vittoria, vennero erette, tra il 1516 e il 1518, le monumentali Porta Santi Quaranta e Porta San Tomaso, che saranno - insieme a Porta Altinia - gli unici accessi via terra alla città fino alla seconda metà dell'Ottocento. L'accesso alle imbarcazioni sul Sile verso il porto fluviale di Treviso (il Portello) era regolato da una palizzata mobile, chiamata tolpada.
Quando i rumori di guerra si allontanarono da Treviso, ben poche cose successero negli anni tra il 1514 e il 1797. Da ricordare soltanto che dall'abbazia di Nervesa parti la questione dell'Interdetto di Paolo V, nella quale occasione Venezia si rifiutò di consegnare al tribunale ecclesiastico l'abate Brandolino da Valmarino, imputato di gravi delitti comuni; ne conseguì una grave crisi internazionale tra Papato e Venezia. Nei secoli dell'età Moderna Treviso visse nella pax veneta, nonostante ciò, in tutti quei secoli, si produsse una crisi sociale ed economica. Infatti la società trevigiana si polarizzò su due ordini, ossia nobili e popolani, e tra questi due, si accentuò nel corso del tempo lo squilibrio sociale; mancava invece il ceto medio borghese imprenditoriale. Dal Cinquecento i capitali, sia dei patrizi veneziani sia della nobiltà locale, iniziavano con sempre maggior frequenza ad essere indirizzati nell'acquisto di fondi in campagna, al riparo dal rischio d'impresa, mentre erano scarsi gli interventi di migliorie sulla campagna. In sintesi: da un lato si aveva la classe dei rentiers, di estrazione nobiliare, dall'altro i contadini, con condizioni di vita precarie. Nel Seicento la crisi si acutizzò, poiché si susseguirono epidemie, calamità naturali, siccità, terremoti.
Nel Settecento nelle campagne trevigiane iniziarono a spuntare come funghi eleganti costruzioni, dato che le vecchie «case dominicali» si trasformarono in ville, cioè eleganti costruzioni dedicate al riposo e alla "villeggiatura"; qui i nobili, specialmente i patrizi veneziani, si recavano alla fine della stagione per regolare i conti con i fittavoli. Inoltre il paron e la sua famiglia si divertivano ad assistere ai duri lavori campestri.
Per Treviso il Settecento è stato il secolo degli eruditi, tra i quali si può menzionare il barbiere Zuanne Mestriner, il quale scrisse, nel suo Libro macaronico, cosa accadeva in città tra la fine del Seicento e gli inizi del Settecento, e lo studioso e architetto Giordano Riccati, al quale venne commissionato il travagliato rifacimento del Duomo, in stile neoclassico. Altri esponenti di spicco della cultura trevigiana in questo periodo furoni gli storici Rambaldo degli Azzoni Avogadro e Domenico Maria Federici. Fino alla fine della dominazione veneziana a Treviso non esistevano scuole pubbliche, perciò dell'istruzione dei bambini se ne occupava il clero, i Somaschi per i maschi e le Orsoline per le femmine, a condizione che i parenti dei puti fossero in grado di far fronte alle spese. Nel 1766 venne effettuato un censimento dalle autorità veneziane: la popolazione dell'attuale provincia di Treviso ammontava a circa 213 000 abitanti. Negli ultimi anni del Settecento iniziavano a circolare gazzette clandestine che davano notizia dei «fatti di Francia». Questo era un segnale non solo della fine della vecchia repubblica di San Marco, ma anche di tutto l'Antico Regime.

## Età contemporanea

### Dominazione francese e austriaca

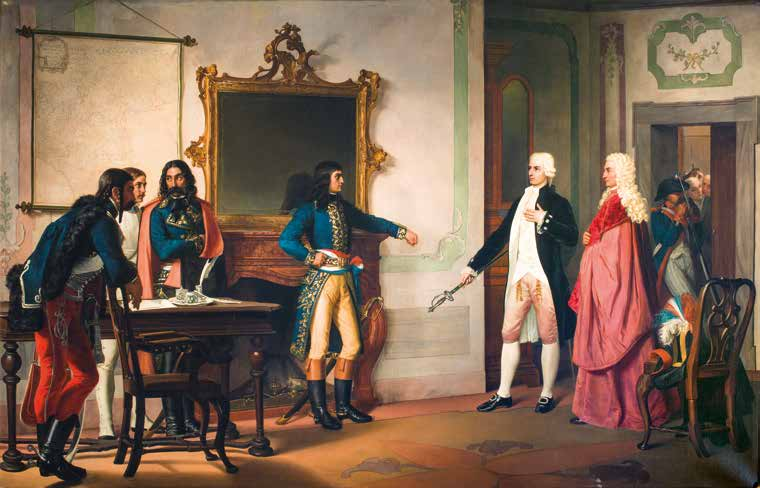
Rosa Bortolan - Il Provveditore Straordinario nella Terraferma Angelo Giustinian Recanati, accompagnato dal Podestà di Treviso Angelo Barbaro, si oppone alle pretese del Generale Bonaparte che incontra presso la Locanda dell’Imperatore di Treviso il 2 maggio 1797.

Nel 1796-97 arrivò nei territori della repubblica marciana l'armée del generale Napoleone Bonaparte. Il 12 maggio 1797, dopo il voto del Maggior Consiglio, il doge Ludovico Manin affidò ad una municipalità provvisoria il governo della città. L'ultimo podestà di Treviso fu il patrizio Anzolo Barbaro. In quegli anni Treviso fu snodo di passaggio dell'esercito austriaco, con i relativi disagi per la popolazione autoctona. Il 2 maggio 1797 Bonaparte era a Treviso, così il Provveditore Straordinario Anzolo Giustinian Recanati si recò ad incontrare il generalissimo; tra i due ci fu un colloquio molto acceso. I giorni successivi il territorio trevigiano, ormai circondato da truppe francesi, come del resto anche le altre province venete, veniva sottoposto al generale Augereau, il quale nominò una Municipalità Democratica, nonché i vari Comitati, modellati sul tipo francese. Nell'estate anche a Treviso si venne a conoscenza del contenuto dei preliminari di Leoben, con i quali il Veneto passava all'Austria. Il trattato tra Napoleone egli austriaci portò alla disillusione dei patrioti locali. Nell'ottobre ci fu una nuova sosta a Treviso di Napoleone Bonaparte. Con il trattato di Campoformio Treviso, nonché tutto l'ex territorio veneziano fino al Mincio, passava definitivamente in mano austriaca; nel gennaio 1798 arrivarono le truppe austriache. Nel 1801 proprio a Treviso, presso la Locanda dell'Imperatore, si stipulò un nuovo armistizio tra francesi ed austriaci. Nel 1805, all'indomani del trattato di Presburgo, Treviso confluì nel Regno Italico. Fu in seguito creato il Dipartimento del Tagliamento, il quale comprendeva parte dell'attuale provincia trevigiana (escluse però Castelfranco e Asolo che facevano parte del Dipartimento del Bacchiglione), e il pordenonese; era diviso in distretti (di Conegliano, Treviso, Ceneda e Pordenone) ognuna delle quali con un viceprefetto; Treviso era dotata di un prefetto che risiedeva in un palazzo della Piazza Maggiore, dove oggi si trova la prefettura. Sotto il Regno Italico, ci furono fatti negativi e positivi: da una parte ci fu la spoliazione delle opere d'arte delle chiese e dei conventi, dall'altra, l'avvio di lavori pubblici, come la spianata da Porta San Tomaso, la nascita del primo giornale trevigiano, la creazione del Liceo Dipartimentale. Nel 1809 per un breve momento gli austriaci ripresero Treviso, ma tornarono definitivamente nel 1813.

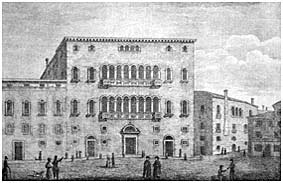
Il quattrocentesco palazzo Pola, demolito nel 1842, in un'incisione di Antonio Nani.

Con il Congresso di Vienna, Treviso, insieme alle altre province venete, fu attribuita al Regno Lombardo-Veneto, stato satellite dell'Impero d'Austria. Sui ruderi del Dipartimento del Tagliamento, venne costituita la provincia di Treviso che ricalcava, più o meno, i confini dell'antico Comune medievale. Per quanto riguardava i comuni, le autorità austriache dal 1815 al 1818 ne rimaneggiarono un paio di volte i loro confini. Negli anni 1816 e 1817 una grave carestia investì Treviso, e tutto il Veneto. Le condizioni di vita dei ceti sociali più umili, nei primissimi anni della Restaurazione, erano peggiori rispetto a prima del 1797. Nella monotonia della vita pubblica locale del primo Ottocento, a parte qualche visita di personaggi eminenti, i pettegolezzi all'élitario Caffè dell'Imperatore ed i segreti raduni dei patrioti trevigiani all'Osteria al Cavallino, in città furono demoliti vecchi edifici e ne furono costruiti di nuovi; nel 1826 e nel 1842 vennero demoliti rispettivamente i lombardeschi palazzo Bressa (attuale piazza della Vittoria) e palazzo Pola, nell'omonima piazza, che furono tra i più importanti palazzi trevigiani; nel 1835 venne edificato il palazzo del Tribunale con le retrostanti Carceri, in piazza del Duomo. Nel 1844 iniziò a funzionare il primo omnibus a cavalli; nel 1846 venne illuminata a gas Piazza dei Signori. In questo periodo vennero inoltre fondati i primi stabilimenti industriali moderni, come "La Fonderia" Bortolan e la raffineria di zuccheri Vittorelli.

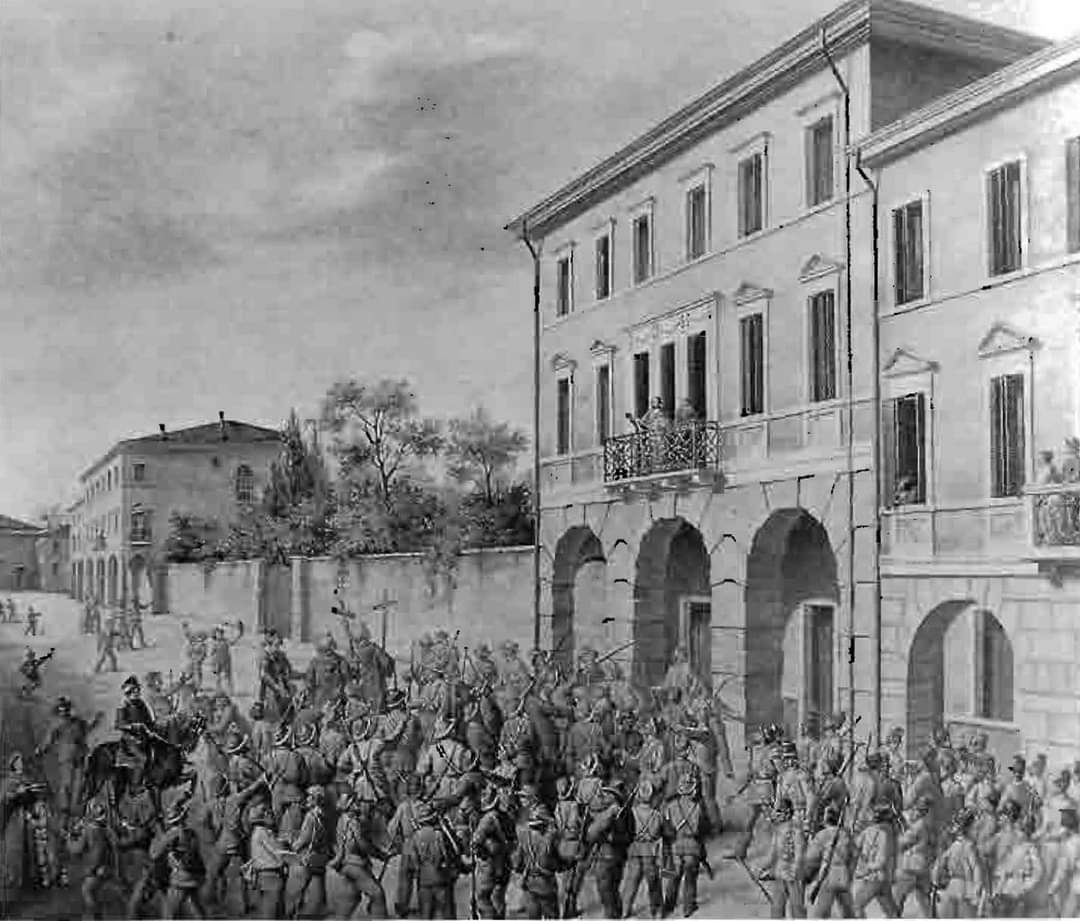
Federico Petrin - Il vescovo Sebastiano Soldati benedice i Crociati in partenza per Sorio e Montebello. Il vescovo è affacciato da palazzo Ancilotto, in Borgo Cavour.

Dagli anni Quaranta anche la pubblica opinione trevigiana iniziava ad interessarsi delle vicende politiche. Quando scoppiò la rivoluzione a Venezia nel 1848, a Treviso ci fu un'ondata di giubilo. Il 23 marzo il podestà Giuseppe Olivi annunciò la fine del dominio austriaco nella città e nella provincia trevigiana. Il giorno seguente, le truppe Imperiali se ne andarono da Treviso. Il Governo Provvisorio di Venezia iniziò così l'arruolamento nelle province venete di un Corpo di Volontari, detti «Crociati», che a Treviso furono benedetti il 30 marzo dal vescovo Sebastiano Soldati, i quali partirono il 2 aprile, unendosi ai reparti padovani e vicentini, ma furono pesantemente massacrati il giorno otto dall'esercito austriaco tra Sorio Di Gambellara e Montebello Vicentino. Tra l'8 e il 9 maggio ebbe luogo presso Cornuda uno scontro tra le truppe inviate dal pontefice e gli austriaci comandati dal generale Nugent; gli austriaci uscirono vincitori. Il giorno 12 maggio, Treviso venne posta sotto assedio, ma il 14 giugno la città capitolò. Il generale Welden sciolse il Comitato Provvisorio Dipartimentale e ricostituì la Congregazione Municipale. Intanto continuava la resistenza di Venezia; alcuni volontari trevigiani si arruolarono all'estrema difesa della città lagunare e furono tra i protagonisti dell'attacco al Cavallino e della sortita di Mestre.
Nonostante la sconfitta finale, le idee risorgimentali attecchirono anche nel trevigiano, tanto è vero che nacque un Comitato unitario repubblicano, formato da Angelo Giacomelli, Ettore Cazzaor, Fausto Fontebasso e Lugi Pastro i quali furono condannati dalle autorità austriache. Inoltre Luigi Coletti, ex combattente a Monte Sorio, formò un Comitato Segreto di Emigrazione nella sua casa di Borgo Cavalli e, per lungo tempo, tenne nascosto un disertore dell'esercito austriaco. Intanto si inaugurò la stazione ferroviaria, inizialmente per scopi meramente militari; tra il 1851 e il 1855 vennero inaugurati i tratti trevigiani della ferrovia Venezia-Udine, con la costruzione del ponte ferroviario "della Gobba" sul Sile. Nel 1865 si commemorò il centenario della nascita di Dante Alighieri, fatto che assunse a forte valenza nazionale, così nell'antico Ponte dell'Impossibile fu eretta una stele commemorativa, proprio là "...dove Sile e Cagnan s'accompagna". A seguito della guerra tra il Regno d'Italia, appena formatosi, e l'Impero austriaco, le truppe italiane entrano a Treviso il giorno 15 luglio 1866. Pochi giorni dopo arrivarono le prime autorità italiane a sostituire quelle austriache. Il 30 settembre si tennero le prime elezioni amministrative per eleggere il Sindaco.

### Epoca postunitaria
Il 21 ottobre 1866 nelle Province Venete si tenne il plebiscito di annessione al Regno d'Italia. A Treviso prevalsero nettamente i "si" con 84526 voti, mentre i "no" furono soltanto due; ci furono 11 schede bianche. Il giorno 5 marzo 1867 venne accolto con grande giubilio dalla folla Giuseppe Garibaldi.
Nel 1872 Treviso ospitò l'Esposizione agricola Industriale e di Belle arti. Nel 1875 venne notevolmente allargata la strada che va dalla stazione ferroviaria a Piazza dei Signori, che in seguito verrà chiamata dapprima Corso Vittorio Emanuele, ed infine, dal 1945, Corso del Popolo; il 20 settembre dello stesso anno venne inaugurata in Piazza delle Donne, l'attuale Piazza Indipendenza, il Monumento ai Morti per la Patria (affettuosamente chiamato "La Teresona" dai trevigiani). Tra il 1874 e il 1876 venne profondamente ristrutturato il Palazzo della Provincia in Piazza dei Signori, in stile neoromanico. Nei primi anni sotto il Regno d'Italia si sviluppò ulteriormente la rete ferroviaria: nel 1877 fu aperta la ferrovia Vicenza-Treviso; nel 1884 fu inaugurata la tratta Treviso-Cornuda della ferrovia Belluno-Feltre-Treviso; nel 1885 fu inaugurata la tratta Treviso-Motta di Livenza della ferrovia Treviso-Portogruaro.
In questo periodo si formarono anche i primi Istituti di Istruzione e Beneficenza, come il Turazza e l'Istituto Tecnico Jacopo Riccati.
Punto di riferimento per la cultura trevigiana in questo periodo è l'abate Luigi Bailo, fondatore nel 1879 dei Musei civici di Treviso e nominato come esempio di impegno civile vissuto con vivo spirito risorgimentale.
Nel corso dell'Ottocento a Treviso si installarono famiglie della borghesia imprenditoriale, di origine «foresta» (i Giacomelli, i Caccianiga, i Coletti, i Felissent, gli Appiani, i Mattei, i Mandruzzato ed altri), con le quali nacquero le prime industrie nel territorio trevigiano.  Alla fine dell'Ottocento la povertà nelle campagne trevigiane, ma anche nelle altre province venete, era diffusissima. A causa della cattiva nutrizione dilagò anche un'epidemia di pellagra che portò, tra l'altro, a un forte aumento dei casi di follia "pellagrosa" (fatto che spinse l'amministrazione provinciale, ai primi del Novecento, a costruire il complesso di Sant'Artemio, destinato ad accogliere l'ospedale psichiatrico provinciale). Tale situazione indusse molti proletari a cercar fortuna altrove, la maggior parte di questi si diresse in Brasile. Le rimesse di denaro degli emigranti aiutarono i "rimasti", innanzitutto a sopravvivere e avere una condizione di vita meno precaria, ma in un secondo tempo ad acquistare un "poderetto". Intanto iniziava l'impegno sociale della Chiesa, dato che nacquero le prime casse rurali a sostegno dei contadini.
Tra il 1871 e il 1919 Treviso passa da circa 29 000  a 41 000 abitanti. Nel 1892 furono abbattute le carceri trecentesche, allargando così piazza San Vito. Nel 1897 fu inaugurata la linea telefonica, che collegava la città con Spresiano. Agli inizi del Novecento, con sindaco il Conte Gian Giacomo Felissent, venne inaugurata la tramvia di Treviso, che collegava la stazione al Sant'Artemio. Nel 1908 arrivò il 55º reggimento Fanteria.

### Prima guerra mondiale
Nel 1915 l'Italia entrò in guerra a fianco dell'Intesa. Treviso, «città di retrovia», divenne sede dell'Intendenza dell'Esercito e centro ospedaliero di ricovero di soldati feriti. Dal 1916 la città subì diversi bombardamenti aerei da parte degli austriaci. Dopo la ritirata di Caporetto, il fronte si attestò sulla linea Monte Grappa-Piave, la provincia era tagliata in due e migliaia di trevigiani profughi furono evacuati e sparsi in tutta la penisola,
Quando i venti di guerra si allontanarono da Treviso, si diede inizio alla ricostruzione. Sorsero così centinaia di nuove edificazioni nel centro storico e nei sobborghi della periferia. A partire dal 1923 venne realizzato il nuovo quartiere di Città Giardino, con l'urbanizzazione dell'"Ortaglia" in zona Cantarane. Inoltre furono eseguiti alcuni importanti lavori pubblici, tra cui le nuove sedi del Liceo ginnasio Canova (1922) e dell'Istituto tecnico Riccati (1920-1923). Agli inizi degli anni venti stavano crescendo numericamente i proprietari di piccoli appezzamenti di terreno. Il movimento cattolico, con le leghe bianche e le cooperative era molto forte. Nelle prime elezioni a suffragio maschile la marca trevigiana mostrò già all'epoca il suo carattere "bianco", vale a dire cattolico-conservatore, dato che i cattolici, poi Partito Popolare Italiano, ottennero importanti successi politici. Nei primi anni del dopoguerra, come nel resto del paese, anche a Treviso ci furono disordini, l'episodio più grave fu senz'altro quello accaduto all'alba del 13 luglio 1921 Quando le squadracce fasciste irruppero nelle redazioni del quotidiano Il Piave, di matrice cattolica, e del periodico La Riscossa, di idee repubblicane e progressiste.

### Epoca fascista
Dopo la marcia su Roma di Benito Mussolini, a Treviso il potere locale, almeno nei primi anni della dittatura fascista, restò in mano a personale prefascista. Per quanto riguardava la classe dirigente fascista, formatasi negli anni successivi, era di provenienza "provinciale" e non "cittadina". I movimenti cattolici si sciolsero.
Tra il 1925 e il 1941 venne realizzata la ferrovia Treviso-Ostiglia. Nel 1929-1931 si abbatté anche nel trevigiano la crisi del 1929; in quegli anni si segnalò diverse migliaia di disoccupati, per porre rimedio a tale catastrofe, si ricorse all'emigrazione verso l'Agro Pontino e, in misura minore, verso l'Africa. Il 4 novembre 1931 furono inaugurati, alla presenza di Vittorio Emanuele III, il Monumento ai Caduti e il palazzo delle Poste e Telegrafi nella nuova Piazza della Vittoria. Nel 1933 venne inaugurata la "Casa del Balilla", dal 1937 GIL (attuale Biblioteca di Città Giardino A. Zanzotto). Tra il 1935 e il 1939 venne costruito il cavalcavia ferroviario a quattro rampe presso la stazione. Nel 1938 Mussolini fece la sua visita a Treviso.

### Seconda guerra mondiale
Nel 1940 l'Italia entrò in guerra a fianco della Germania nazista. I primi anni di guerra per Treviso, in un certo senso, furono "dolci", dato che era un nodo ferroviario molto importante verso l'est e in città stanziavano Corpi militari e ad essi legati favorirono lo sviluppo del terziario. Dopo l'8 settembre 1943 nacquero le formazioni partigiane che operarono in clandestinità anche nel trevigiano e nonostante i rastrellamenti nazifascisti, non furono mai messi alle corde, tuttavia ci furono delle incomprensioni con la popolazione locale, che stava in mezzo a due fuochi. Il 7 aprile 1944 la città fu pesantemente bombardata dall'aviazione statunitense; duemila persone perirono sotto le bombe e tale avvenimento resta tuttora un ricordo indelebile tra i trevigiani (Bombardamento di Treviso). Nelle prime ore del 28 aprile 1945 iniziava l'insurrezione finale. Parecchie centinaia di partigiani attaccarono le ultime piazzeforti nazifasciste alla Fonderia di Santa Maria del Rovere, alle Corti e a Silea. Il giorno successivo arrivarono le prime truppe alleate. Con la Liberazione la Chiesa tornava ad essere l'interlocutrice e la moderatrice della società trevigiana. Intanto, tra il 1945 e il 1946 si susseguirono a Treviso e nel suo territorio rappresaglie da parte dei partigiani (Strage della cartiera di Mignagola e Strage di Oderzo).

### Età repubblicana
Dopo la guerra e dopo altre vicende politiche istituzionali, tra cui il referendum sulla monarchia e la proclamazione della costituzione italiana, iniziò la ricostruzione della città. Fu ricostruito lo storico Palazzo dei Trecento, semidistrutto nel 1944. Venne inoltre migliorata la viabilità, furono dati un numero cospicuo di alloggi per i senzatetto, fu ampliata l'illuminazione pubblica. Sul luogo del bombardato hotel Stella d'Oro venne aperta Piazza Borsa. Il giardino del celebre palazzo Onigo-Avogadro, bombardato e poi demolito del tutto, venne trasformato nei Giardinetti pubblici di Sant'Andrea. Negli anni della cosiddetta "Prima repubblica" dominava incontrastata, in senso politico, la Democrazia Cristiana, dacché aveva trovato terreno fertile per merito del certosino lavoro della Chiesa in molti decenni.
Nel 1959 venne creato il gemellaggio con la città francese di Orléans. Nel 1968, anni di fermenti giovanili che toccarono anche Treviso, sebbene in misura molto più silenziosa rispetto alle altre città, fu adottato il Piano Regolatore Generale. Nel 1979 fece visita a Treviso papa Giovanni Paolo II. Negli anni ottanta e novanta, nella provincia di Treviso, con le sue fabbriche, spesso di piccole dimensioni, del tessile, di calzaturiero, nonché di altri settori, scoppiò il boom economico che la portò, in pochissimi anni, da zona economica depressa a una delle realtà economicamente più vivaci dell'Italia. In quegli anni un nuovo soggetto politico appare nella scena veneta e trevigiana, come portatore delle istanze delle piccole e medie imprese, ma non solo, ossia la Lega Nord. Nel 1994 viene eletto sindaco Giancarlo Gentilini, leghista "anomalo", che ben presto fece parlare molto di sé. Negli anni duemila nuovi problemi si affacciano nella società trevigiana: il precariato, l'inquinamento atmosferico e del suolo, la speculazione edilizia, etc.